# 法国俱乐部
法国俱乐部（法語：Cercle Français）又称法国球房，坐落于天津法租界的主要街道大法国路（今和平区解放北路29号），建于1931年，为重点保护等级历史风貌建筑和天津市文物保护单位。

## 历史
法国俱乐部是由天津法租界公议局出资建设的在津法国侨民的娱乐场所，内设酒吧、剧场、舞厅、台球厅、地球厅等设施，建筑后院原有小花园广场，露天舞台等。当时法国商会也在此驻扎，因此这里也是法国商人聚会的场所。该建筑曾为天津青年宫，现为天津金融博物馆。

## 建筑
法国俱乐部建筑面积2941平方米，为半地下室一层砖混结构，具有装饰艺术风格的镂空花饰金属门建于临街转角处，两侧设附壁灯柱。外檐简明，局部装饰。一楼内部为八角形大厅，屋顶中央设有彩色玻璃窗，是一座具有现代主义风格的法式建筑。

## 建筑圖片

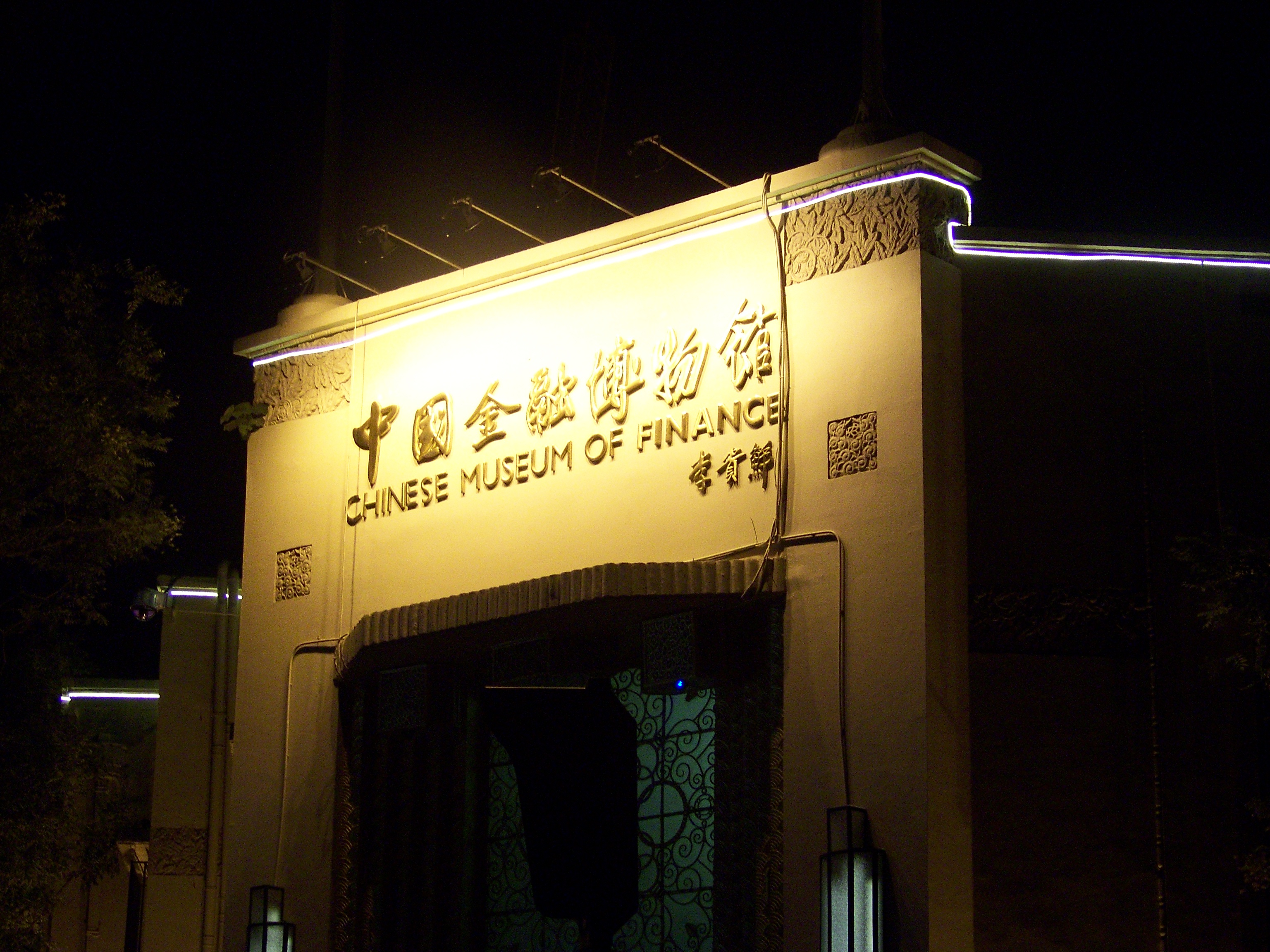